# طبقة (علم الحديث)
في علم الحديث، الطبقة هي مصطلح يُطلق على مجموعة الناس المتقاربة في السن والإسناد. يُقصد بالتقارب في الإسناد بين شخصين أن يكون شيوخ الأول هم شيوخ الآخر أو يقاربوا شيوخه. يُصنّف كل راوٍ في الإسناد حسب الطبقة التي ينتمي إليها. والطبقات الرئيسة في كل إسناد هي طبقة الصحابة، فطبقة التابعين، فطبقة أتباع التابعين، فطبقة أتباع أتباع التابعين، وهلم جراً. يقول البقاعي: «وقوله: (مُسْتَقْراً) بيان لبعض شروط المتواتر، وهي أن يكون العدد مُستَقْراً، أي: مُتتبَّعاً في جميع طبقاته من أول سنده إلى آخره».

## التعريف
الطبقة لغةً هم القوم المتشابهون. تُطلَق الطبقةُ في الاصطلاح على الفترة الزمنيَّة؛ لذلك قام الحافظُ ابن حجر بتقسيم الفترة الزمنيَّة مِن الصحابة إلى صِغار أتْباع أتباع التابعين إلى اثنتي عشرة طبَقة، فتقسيم ابن حجر هنا تقسيمٌ زمني يوضِّح أنَّ هذا تلميذٌ لهذا، وهذا شيخٌ لهذا، وهذا أدْرَك هذا، وهذا لم يُدركْ هذا، فهو بهذا يُعتبر علمًا مِن أهمِّ علوم مصطلح الحديث.

## الاستعمالات
تستعمل الطبقات للأمن من تداخل المتشابهين في اسم، أو كنية، ونحو ذلك؛ لأنه قد يتفق اسمان في اللفظ، فيظن أن أحدهما هو الآخر، فيتميز ذلك بمعرفة طبقاتهما. قد يكون الراويان من طبقة باعتبار، ومن طبقتين باعتبار آخر؛ مثل: أنس بن مالك، وشبهه من أصاغر الصحابة، فهم مع العشرة في طبقة واحدة باعتبار أنهم كلهم صحابة، وعلى هذا فالصحابة كلهم طبقة واحدة. وباعتبار السوابق إلى الدخول في الإسلام، يكون الصحابة بضع عشرة طبقة كما تقدم في نوع «معرفة الصحابة» فلا يكون أنس بن مالك وشبهه في طبقة العشرة من الصحابة.